# Cyclones de Brooklyn
Les Cyclones de Brooklyn (Brooklyn Cyclones en anglais) sont une équipe professionnelle américaine de baseball évoluant dans la South Atlantic League, une ligue mineure de catégorie A. L'équipe, basée dans l'arrondissement de Brooklyn à New York, est affiliée à l'équipe de ligue majeure des Mets de New York depuis 2001.
Les Cyclones faisaient partie de la New York - Penn League jusqu'à sa dissolution en 2020.

## Histoire

### Blue Jays de Saint Catharines
Les Cyclones sont à l'origine un club de baseball de l'Ontario, province du Canada. Le club est créé en 1986 sous le nom des Blue Jays de Saint Catharines ; il est affilié au club de ligue majeure des Blue Jays de Toronto, et évolue en ligue New York - Penn, ligue de niveau « A - saison courte ». En 1995, le club est vendu par la ville de Toronto à un groupe d'investisseurs locaux dont l'ancien receveur des ligues majeures Ernie Whitt. Le club est rebaptisé Stompers de Saint Catharines l'année suivante et reste affilié aux Blue Jays.

### Déménagement à New York
À la fin des années 1990, le maire de New York Rudolph Giuliani a pour projet d'implanter à New York deux nouveaux clubs de ligue mineure, et entreprend la construction de deux nouveaux stades de baseball en dehors de Manhattan ; l'un pour les futurs Yankees de Staten Island et l'autre pour les futurs Cyclones. Le club est racheté avant la saison 2000 et déménage dans l'arrondissement du Queens. Baptisé temporairement Kings du Queens, il joue durant la saison 2000 ses matches à domicile à l'Université de Saint John, et reste affilié pour cette saison aux Blue Jays.
Un concours pour trouver un nouveau nom au club est lancé ; le nom gagnant, les « Cyclones », fait référence au « Cyclone », montagnes russes de l'ancien parc d'attractions Astroland emblématique de Coney Island, à Brooklyn, où se trouve leur nouveau stade.

## Stades
Les Cyclones jouent leurs matchs à domicile au MCU Park.

## Rivalités
Au niveau de la ville de New York, les Yankees de Staten Island, autre club de baseball new-yorkais évoluant en Ligue New York-Penn, sont les principaux rivaux des Cyclones de Brooklyn. La rivalité entre les Yankees et les Cyclones porte le nom de « bataille des boroughs », en référence aux arrondissements (boroughs) de Brooklyn et de Staten Island, ou « Battle for the Bridge » en référence au pont Verrazano-Narrows qui sépare les deux arrondissements. Il n'est pas rare que les rencontres entre les deux clubs se fassent à guichet fermé.
Deux autres rivalités importantes, également régionales, concernent les Cyclones ; Il s'agit des Renegades de Hudson Valley, basés à Fishkill, dans l'État de New York, et des ValleyCats de Tri-City, basés à Troy, également dans l'État de New York.